# Gabriel Zobo-Lebay
Gabriel Zobo-Lebay (ur. 8 stycznia 1979 w Brazzaville) – francuski siatkarz, grający na pozycji atakującego, reprezentant kraju.

## Osiągnięcia

### Reprezentacyjne
- 2005 – 7. miejsce na Mistrzostwach Europy we Włoszech